# 维尔京群岛进行曲
《维尔京群岛进行曲》（英語：Virgin Islands March）是美属维尔京群岛的地区颂歌。这首歌由萨姆·威廉姆斯与美属维尔京群岛本地军乐指挥阿尔顿·亚当斯在1920年代共同创作。它曾长期作为美属维尔京群岛的非正式地区颂歌，直到1963年，才通过立法法案正式获得认可。
这首歌本身是一首节奏明快的军乐进行曲，包含一个器乐引子，接着是一段欢快的旋律。《卫报》记者亚历克斯·马歇尔曾对其给予积极评价，认为其风格让人联想到迪士尼电影《欢乐满人间》中的音乐。
由于美属维尔京群岛是美国的海外属地，其国歌仍然是《星条旗永不落》。但在国际体育赛事中，仅演奏《维尔京群岛进行曲》。